# Josef Masopust
Josef Masopust (Střimice, Checoslovaquia, 9 de febrero de 1931-Praga, 29 de junio de 2015) fue un  futbolista internacional y entrenador checo que jugó como centrocampista prácticamente toda su carrera deportiva en el Dukla Praga, considerado uno de los mejores futbolistas de la historia de Checoslovaquia. El año más brillante de su carrera fue 1962, cuando Checoslovaquia se adjudicó el segundo lugar en el Mundial de Chile siendo derrotado por Brasil 3-1 y él ganó el Balón de Oro de la revista France Football.

## Carrera como jugador
Su carrera comienza en el Club Most, un equipo modesto del norte de Checoslovaquia. Posteriormente, es contratado por el Dukla Praga, en donde ganó ocho ligas nacionales y tres torneos de copa.
Con la selección checoslovaca jugó 63 partidos y anotó 10 goles, entre ellos el único que anotó ante Brasil en la final de la Copa Mundial de 1962 en Chile.

## Carrera como entrenador
Masopust fue entrenador del Dukla Praga de 1973 a 1976, del KSC Hasselt de 1980 a 1984 y de la selección nacional de Checoslovaquia de 1984 a 1987.

## Homenajes
Por el 50.º aniversario de la UEFA, esta última pidió a las Federaciones participantes de la Eurocopa 2008 que designaran al Mejor Jugador de su país en los últimos 50 años. Por este motivo, la Federación Checa de Fútbol lo nombró el mejor jugador checo en los últimos 50 años. Al final de su carrera, fue el primer futbolista checoslovaco en fichar por un club extranjero. Jugó dos años en Bélgica.
Pelé lo incluyó en su lista del FIFA 100 en marzo de 2004. El Dukla de Praga le dedicó una estatua en el estadio y Praga lo nombró ciudadano honorario.

## Fallecimiento

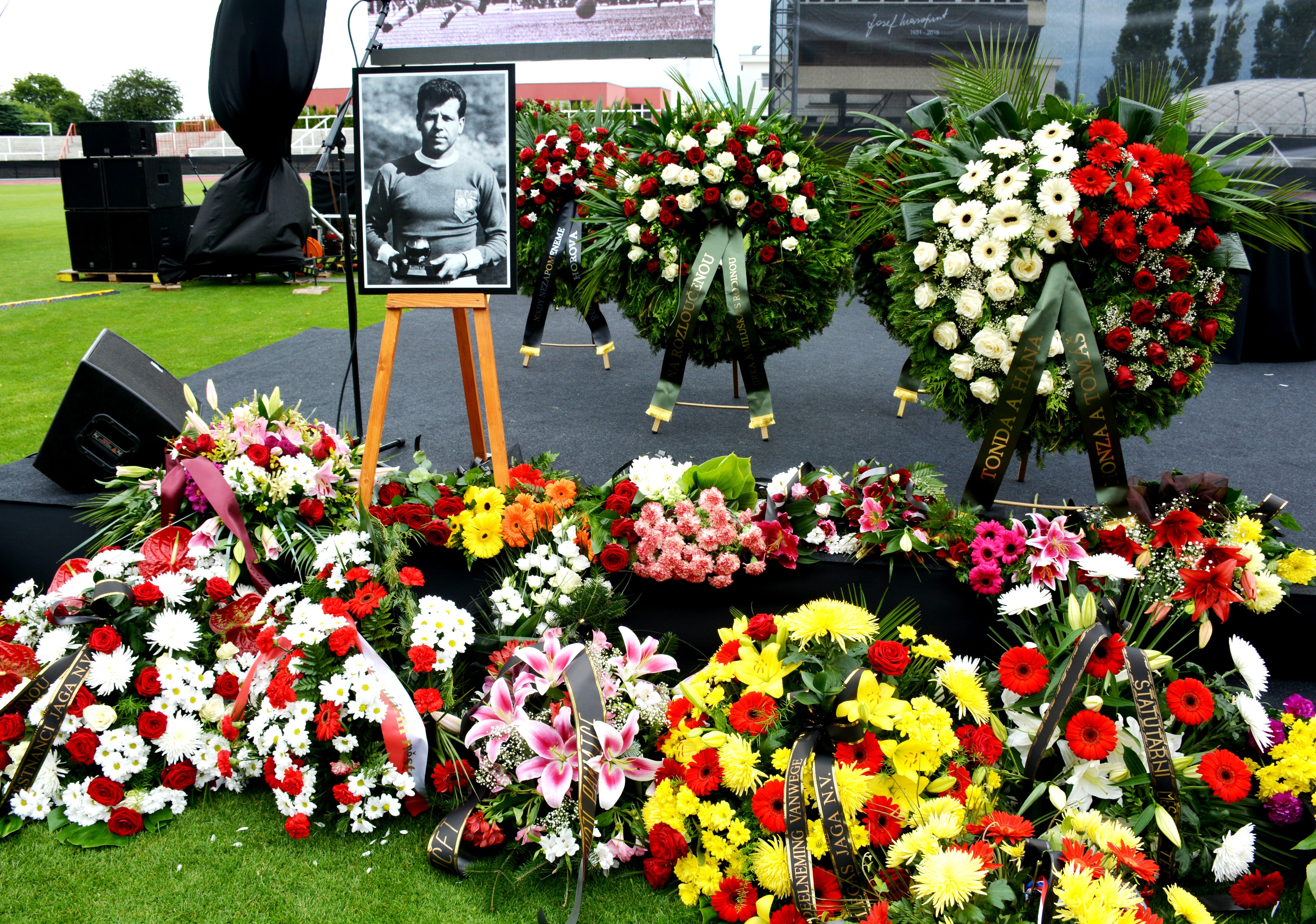

Josef Masopust falleció el 29 de junio en su casa de Praga, capital de República Checa por complicaciones de una  enfermedad respiratoria. No se dieron más detalles.